# Dom nr 61 w Wieściszowicach
Dom nr 61 w Wieściszowicach – zabytkowy dom mieszkalny pod numerem 61 znajdujący się w powiecie kamiennogórskim, w Wieściszowicach.
Dom mieszkalny, drewniano-murowany o konstrukcji przysłupowej z 2 ćw. XIX w.